# Măgurele (Ungheni)
Măgurele è un comune della Moldavia situato nel distretto di Ungheni di 932 abitanti al censimento del 2004.